# Peine de mort au Texas
L'État du Texas est réputé pour être l'État des États-Unis totalisant le plus d'exécutions capitales. Cet État fut également le premier à avoir expérimenté la méthode d'exécution par injection létale sur la personne de Charles Brooks, Jr..

## Suspension
La peine de mort par pendaison fut appliquée au Texas jusqu'en 1924, date à laquelle la potence fut remplacée par la chaise électrique. Cependant le peloton d'exécution fut également utilisé durant la guerre de Sécession. La dernière exécution par électrocution, celle de Joseph Johnson Jr. pour meurtre, eut lieu dans l'État le 30 juillet 1964.
Durant les 18 ans qui suivirent, aucune exécution n'a eu lieu en raison des diverses remises en cause de la peine de mort sur le territoire américain et de son système par la Justice, en particulier la Justice fédérale. La peine capitale fut rétablie en 1974 et l'électrocution fut remplacée par l'injection létale le 29 août 1977; Charles Brooks, Jr. fut d'ailleurs le premier condamné à mort texan à être exécuté de cette façon dans le monde.

## Situation légale
La peine de mort ne peut être prononcée que par un jury composé de douze personnes dont aucun ne doit être catégoriquement opposé à la peine de mort ni être un partisan de la peine de mort trop enthousiaste, délibérant jusqu'à être unanime pour répondre défavorablement à l'accusé et dix sur douze pour lui répondre favorablement. Les jurés doivent répondre à deux questions, la première demande s’il existe une probabilité que le criminel commette un acte de violence dans le futur faisant de lui un danger pour la société. La seconde demande si les regrets (moral culpability) ou la personnalité du criminel justifieraient qu'il soit condamné à la prison à vie plutôt qu'à la peine de mort. Si la réponse à la première question est oui et celle apportée à la deuxième est non, la peine de mort est prononcée, dans le cas contraire c'est la perpétuité réelle qui l'est. Dans la mesure où les jurés n'ont pas à se justifier et qu'ils connaissent la conséquence de leurs réponses, on peut considérer qu'ils sont juste guidés dans les paramètres qu'ils doivent prendre en compte. Une troisième question est posée dans les cas où l’accusé est instigateur ou complice d’un crime et non l’auteur proprement dit (notamment dans les cas de contract killing ou de felony murder), il faut alors que le jury considère que l’accusé a soit commis réellement le meurtre, soit l’a anticipé ou voulu.
Une fois la personne condamnée, elle est incarcérée à Livingstone pour un homme, à Gatesville pour une femme, le temps de ses recours en Justice. Un appel automatique est formulé devant la Cour des appels criminels du Texas, constituée de neuf juges élus lors d'élections partisanes, tous ses membres sont actuellement républicains. Une fois que la Cour des appels criminels a confirmé la décision initiale, le condamné peut demander à la Cour suprême des États-Unis d'entendre l'affaire. Il est rare qu'elle accepte et la décision peut prendre du temps. En troisième recours, il est possible sous 180 jours de faire une requête d'habeas corpus auprès de l'État, qui sera examinée généralement sans arguments oraux.
Si la Cour des appels criminels a rejeté l'Habeas Corpus d'État, le condamné peut faire une requête d'Habeas Corpus Fédérale qui est examinée par un juge des États-Unis (et non par un juge de l'État du Texas). Lui et le procureur peuvent faire appel de la décision devant un comité de trois juges de Cour d'appel des États-Unis pour le cinquième circuit, considérée comme l'une des Cours les plus conservatrices du pays. Enfin, il convient à la Cour suprême des États-Unis d'accepter ou de refuser d'entendre l'affaire après le rejet de la Cour d'appel.
Il est toujours possible de re-saisir une juridiction sur un motif quelconque, en particulier pour demander un sursis d'exécution.
Dans la pratique, on considère que c'est le procureur du county (élu pour 4 ans) qui joue le rôle clé car c'est lui qui suit toute l'affaire et qui a la capacité à tout moment d'abandonner la demande d'une peine capitale, il peut demander au juge qui a prononcé la peine (ou à son successeur si un autre a été élu) de fixer une date d'exécution ; le condamné est amené au tribunal pour se la voir signifiée. En règle générale, le procureur ne demande cet ordre d'exécution que si les appels du condamné sont tous épuisés (une pratique courante consiste à fixer une date avant un appel facultatif (notam. Habeas Corpus Fédérale) pour obliger le condamné à épuiser le processus). La date doit obligatoirement être un mardi, mercredi ou jeudi et être au plus tôt le 91e jour après la signature de l'ordre d'exécution (ou le 31e jour si ce n'est pas le premier).
Le gouverneur ne prend l'affaire en main qu'au moment d'envisager une grâce (clemency) ou un sursis (stay). Cette décision est prise après l'avis d'une commission des grâces composée de sept fonctionnaires, si la commission n'a pas suggéré la grâce, alors le mieux que puisse faire le gouverneur est d'accorder un sursis de trente jours non renouvelable.
Le jour ou la veille de l'exécution, le condamné est transféré au Huntsville Unit (Huntsville) où il reçoit un traitement privilégié et une surveillance anti-suicide. Le jour de son exécution, le condamné peut passer quatre heures avec sa famille, puis il est transféré dans une petite cellule près de la salle d'exécution où il peut prendre une douche et son dernier repas (le même servis à tous les prisonniers depuis 2011), recevoir son avocat et son conseiller spirituel. L'exécution débute au plus tôt à 18 heures une fois que les représentants respectifs du gouverneur et du procureur ont appelé pour confirmer qu'aucun sursis n'est valable. L'exécution doit être terminée à minuit. Si l'un des deux appels est manquant passé cette heure ou survient à une heure ne permettant pas d'avoir terminé à minuit, il faut un nouvel ordre d'exécution.

## Exécutions depuis 1974
Les exécutions ont lieu à Huntsville à l'Huntsville Unit.
| Criminel                          | Date             | Méthode(s)       | Sexe  | Crime(s)                                                   |
| --------------------------------- | ---------------- | ---------------- | ----- | ---------------------------------------------------------- |
| Charles Brooks                    | 7 décembre 1982  | Injection létale | Homme | Meurtre en 1976 d'un mécanicien pour lui voler sa voiture. |
| Karla Tucker                      | 3 février 1998   | Injection létale | Femme | Meurtres en 1983 de deux personnes dans un cambriolage     |
| Elroy Chester (en)                | 12 juin 2013     | Injection létale | Homme | Meurtre d'un pompier en 1998.                              |
| Kimberly McCarthy (en)            | 26 juin 2013     | Injection létale | Femme | Meurtre d'une vieille dame en 1997 lors d'un cambriolage.  |
| Vaughn Ross (en)                  | 18 juillet 2013  | Injection létale | Homme | Meurtre de deux hommes en 2001.                            |
| Edgar Tamayo Arias (en)           | 22 janvier 2014  | Injection létale | Homme | Meurtre d'un policier en 1994.                             |
| Suzanne Basso (en)                | 5 février 2014   | Injection létale | Femme | Meurtre et torture de son mari en 1998.                    |
| Tommy Lynn Sells                  | 3 avril 2014     | Injection létale | Homme | Meurtre d'une adolescente de 13 ans en 1999.               |
| Juan Martin Garcia (en)           | 6 octobre 2015   | Injection létale | Homme | Meurtre d'un missionnaire chrétien en 1998.                |
| James Garrett Freeman (en)        | 27 janvier 2016  | Injection létale | Homme | Meurtre d'un agent des parcs nationaux en 2007.            |
| Gustavo Julian Garcia (en)        | 16 février 2016  | Injection létale | Homme | Meurtre d'un homme en 1990 lors d'un cambriolage.          |
| Coy Wayne Wesbrook (en)           | 9 mars 2016      | Injection létale | Homme | 5 meurtres en 1997.                                        |
| Adam Kelly Ward (en)              | 22 mars 2016     | Injection létale | Homme | Meurtre d'un homme de 44 ans en 2005.                      |
| Pablo Lucio Vasquez (en)          | 6 avril 2016     | Injection létale | Homme | Meurtre d'un garçon de 12 ans en 1998.                     |
| Christopher Chubasco Wilkins (en) | 11 janvier 2017  | Injection létale | Homme | Double meurtre en 2005.                                    |
| Robert Lynn Pruett (en)           | 12 octobre 2017  | Injection létale | Homme | Meurtre d'un officier en 1999.                             |
| Anthony Allen Shore               | 18 janvier 2018  | Injection létale | Homme | Meurtres de 4 fillettes entre 1986 et 1995.                |
| John Battaglia (en)               | 1er février 2018 | Injection létale | Homme | Meurtre de ses deux filles en 2001.                        |
| Rosendo Rodriguez (en)            | 27 mars 2018     | Injection létale | Homme | Viol et meurtre d'une femme en 2005.                       |
| John William King                 | 24 avril 2019    | Injection létale | Homme | Meurtre en 1998 d'un handicapé mental afro-américain.      |

En mai 2019 le couloir de la mort du Texas compte 220 condamnées dont six femmes. Depuis 1974, 16 condamnés ont été graciés au Texas.

## Crimes capitaux
- Tex. Code Ann. § 19.03 - Meurtre capital
- Tex. Code Ann. § 12.42(c)(3) - Viol aggravé d'un enfant de moins de 14 ans ou viol d'un enfant de moins de 6 ans en récidive[3],[4],[5].
- Tex. Code Ann. § 5.57 - Sabotage capital[6]

## Personnes dans le couloir de la mort
- Roger W. McGowen, Wynne Unit, Huntsville.
- Joseph Jean, Huntsville.